# Blessy Ipe Thomas
 (août 2024).
 (avril 2024).
La mise en forme du texte ne suit pas les recommandations de Wikipédia : il faut le « wikifier ».
Les points d'amélioration suivants sont les cas les plus fréquents. Le détail des points à revoir est peut-être précisé sur la page de discussion.
- Les titres sont pré-formatés par le logiciel. Ils ne sont ni en capitales, ni en gras.
- Le texte ne doit pas être écrit en capitales (les noms de famille non plus), ni en gras, ni en italique, ni en « petit »…
- Le gras n'est utilisé que pour surligner le titre de l'article dans l'introduction, une seule fois.
- L'italique est rarement utilisé : mots en langue étrangère, titres d'œuvres, noms de bateaux, etc.
- Les citations ne sont pas en italique mais en corps de texte normal. Elles sont entourées par des guillemets français : « et ».
- Les listes à puces sont à éviter, des paragraphes rédigés étant largement préférés. Les tableaux sont à réserver à la présentation de données structurées (résultats, etc.).
- Les appels de note de bas de page (petits chiffres en exposant, introduits par l'outil «  Source ») sont à placer entre la fin de phrase et le point final[comme ça].
- Les liens internes (vers d'autres articles de Wikipédia) sont à choisir avec parcimonie. Créez des liens vers des articles approfondissant le sujet. Les termes génériques sans rapport avec le sujet sont à éviter, ainsi que les répétitions de liens vers un même terme.
- Les liens externes sont à placer uniquement dans une section « Liens externes », à la fin de l'article. Ces liens sont à choisir avec parcimonie suivant les règles définies. Si un lien sert de source à l'article, son insertion dans le texte est à faire par les notes de bas de page.
- La présentation des références doit suivre les conventions bibliographiques. Il est recommandé d'utiliser les modèles {{Ouvrage}}, {{Chapitre}}, {{Article}}, {{Lien web}} et/ou {{Bibliographie}}. Le mode d'édition visuel peut mettre en forme automatiquement les références.
- Insérer une infobox (cadre d'informations à droite) n'est pas obligatoire pour parachever la mise en page.

Pour une aide détaillée, merci de consulter Aide:Wikification.
Si vous pensez que ces points ont été résolus, vous pouvez retirer ce bandeau et améliorer la mise en forme d'un autre article.
Blessy Ipe Thomas, internationalement connu sous le mononyme Blessy, né le 3 septembre 1963 à Tiruvalla, est un réalisateur et scénariste indien. Il travaille dans l'industrie du cinéma de Mollywood. Au cours de sa carrière, il remporte de nombreux prix dont un National Film Awards et six Kerala State Film Awards pour ses longs métrages Kaazhcha (2004), Thanmathra (2005) et Pranayam (2011). Son film documentaire 100 ans de Chrysostome (2018) a reçu le record mondial Guinness du plus long documentaire au monde, avec une durée de 48 heures et 10 minutes. Sa plus récente sortie est son projet phare : Aadujeevitham (2024). 

## Biographie

### Jeunesse et famille
Blessy Ipe Thomas est né le 3 septembre 1963 dans une famille chrétienne syrienne à Tiruvalla, une ville importante du district de Pathanamthitta. Il est le plus jeune des six enfants de Benny Thomas et Ammini Thomas. La fratrie devient rapidement orpheline.Bryan étudie à l'école Mar Thoma puis au lycée SCS et enfin au Mar Thoma College à Tiruvalla,,. Blessy et sa femme Mini ont deux enfants.

### Carrière
Thomas a appris son métier en tant qu'assistant réalisateur auprès de cinéastes tels que Padmarajan, Lohithadas et Jayaraj.En 2004, il scénarise et réalise son premier film Kaazhcha. Kaazcha dépeint l'histoire d'un orphelin, victime du tremblement de terre du Gujarat et le chamboulement qu'il opère dans la vie d'un cinéaste (joué par Mammootty ) et de sa famille, dans une petite ville. Le film est primé par trois Kerala State Film Awards. Le premier concernant celui du meilleur premier réalisateur. Le deuxième celui du meilleur film avec un attrait populaire et une valeur esthétique; et le troisième, le prix du meilleur acteur (Mammootty).
Son deuxième film est Thanmathra (2005), qui raconte l'histoire d'un employé du gouvernement issu de la classe moyenne (joué par Mohanlal ) et de sa famille. Film dans lequel sont abordées les répercussions de la maladie d'Alzheimer sur la vie d'un patient et de son entourage. Le film remporte le Blessy National Award du meilleur long métrage en malayalam et cinq Kerala State Film Awards, dont celui du meilleur film, du meilleur réalisateur, du meilleur scénario et du meilleur acteur (Mohanlal).
Un autre projet du réalisateur sont les films de Mammootty Palunku (en) (2006), suivi de Calcutta News (2008), avec Dileep et Meera Jasmine, qui sont devenus des succès marginaux. Bhramaram (2009), où Mohanlal joue toujours le personnage principal, est un autre film à succès de Thomas. Il s'agit d'une histoire de vengeance contre des hommes, accusant faussement un homme de meurtre, et ruinant sa vie. En 2013, son film Kalimannu (avec Swetha Menon et Biju Menon dans les rôles principaux) s'attarde sur le thème de l'accouchement et des liens qui se tissent entre un nouveau-né et ses parents. L'accouchement de Menon a été filmé en direct dans le film.
Il réalise un biopic intitulé 100 ans de Chrysostome (2018) basé sur la vie du prélat Philipose Mar Chrysostom Mar Thoma. Le film a été diffusé durant cinq jours consécutifs. Avec une durée de 48 heures et 10 minutes, le film a reçu le record mondial Guinness du plus long documentaire au monde,.
Le dernier film de Thomas est Goat Life (Aadujeevitham) ; il s'agit d'un drame de survie fondé sur le roman Aadujeevitham (Aadujeevitham) de Benyamin. Le rôle principal est attribué à Prithviraj Sukumaran et la musique est composée par AR Rahman. La production du film a duré plus de cinq ans, principalement en raison de la pandémie de COVID-19.

## Filmographie
| Année | Titre                         | Crédité comme           | Remarques                                                                                             |
| ----- | ----------------------------- | ----------------------- | --- |
| 2004  | Kaazhcha                      | Scénariste, réalisateur | Premier film                                                                                          |
| 2005  | Thanmathra                    | Scénariste, réalisateur | Prix du film de l'État du Kerala ; Meilleur long métrage en malayalam ; 53ème prix national du cinéma |
| 2006  | Palunku                       | Scénariste, réalisateur | |
| 2008  | Nouvelles de Calcutta         | Scénariste, réalisateur | |
| 2009  | Bhramaram                     | Scénariste, réalisateur | |
| 2010  | Easan                         | Acteur                  | Film tamoul                                                                                           |
| 2010  | Meilleur acteur               | Acteur                  | caméo                                                                                                 |
| 2011  | Pranayama                     | Scénariste, réalisateur | |
| 2013  | Kalimannu                     | Scénariste, réalisateur | |
| 2018  | 100 ans de Chrysostome        | Scénariste, réalisateur | Film documentaire de 48 heures                                                                        |
| 2024  | The Goat Life (Aadujeevitham) | Scénariste, réalisateur | Basé sur le livre Aadujeevitham                                                                       |

## Récompenses
Prix national du cinéma
- 2005 : National Film Award du meilleur long métrage en malayalam – Thanmathra

Prix du cinéma au Kerala (Etat indien)
- 2011 : Meilleur réalisateur – Pranayama
- 2005 : Meilleur réalisateur – Thanmathra
- 2005 : Meilleur jeu d'écran – Thanmathra
- 2005 : Meilleur film : Thanmathra
- 2004 : Meilleur film d’attrait populaire et de valeur esthétique – Kaazhcha
- 2004 : Meilleur premier réalisateur – Kaazhcha

Prix Filmfare Sud
- 2011 : Meilleur réalisateur – Pranayama [13]
- 2005 : Meilleur réalisateur – Thanmathra
- 2004 : Meilleur réalisateur – Kaazhcha

Prix Asianet du cinéma
- 2005 : Prix du meilleur réalisateur - Thanmathra
- 2004 : Prix du meilleur film – Kaazhcha

Autres prix
- 2006 : Prix Kalavedi International Prathibha du meilleur cinéaste – Thanmathra
- 2005 : Prix Kalavedi International Prathibha du meilleur cinéaste – Kaazhcha
- 2005 : 15ème Prix Ramu Kariat - Kaazhcha